# 나베시마 미쓰시게
나베시마 미쓰시게(일본어: 鍋島光茂, 간에이 9년 음력 5월 23일(1632년 7월 10일) ~ 겐로쿠 13년 음력 5월 16일(1700년 7월 2일))는 에도 시대의 다이묘, 가인이다. 히젠 사가번 제2대 번주. 사가번세자 나베시마 다다나오의 장남.

## 생애
간에이 9년(1632년), 초대 번주 나베시마 가쓰시게의 넷째 아들인 나베시마 다다나오의 장남으로 태어났다. 항복하여 3대 쇼군 도쿠가와 이에미쓰로부터 편휘를 받아 미쓰시게라고 자칭한다.
메이레키 3년(1657년), 조부 가쓰시게의 뒤를 잇는다. 간분 2년(1662년) 막부에 앞서 순사(殉死)를 금지하였다. 덴와 3년(1683년), 격식 차이가 없었던 하스이케번·소성번·가시마번 등 3지번에 3가격식을 제정하여 사가번의 지배하에 두었다. 겐로쿠 4년(1691년), 사가성나이 니노마루에 성당을 건립했다. 겐로쿠 8년(1695년)에 은거하면서 가독을 장남 쓰나시게에게 물려주었다.
겐로쿠 13년(1700년), 향년 69세로 사망.
야마모토 쓰네토모는 미쓰시게를 소성으로서 섬겨 미쓰시게의 사후 출가, 타시로 진기의 대담으로부터 「하가쿠시」를 낳았다.

### 삼지번의 통제
사가번에는 하스이케번·소성번·가시마번의 3지번이 있었고, 번주는 초대 번주 나베시마 가쓰시게의 아들이었기 때문에 처음에는 격식의 차이가 없었다. 그러나 미쓰시게는 지번에 대한 통제를 강화했고, 연보 5년(1677년)에는 오기 번 2대 번주 나베시마 나오노가 번조인 나베시마 나오시게가 칭한 가가노모루라는 이름으로 미쓰시게의 책망을 받았다.또 연보 6년(1678년)에는 하스이케번 2대 번주 나베시마 나오유키가 독단적으로 야사쿠의 축하로 4대 장군 도쿠가와 이에쓰나에게 칼과 마대를 바쳤으며 미쓰시게는 이 또한 책망했다. 또한 지번의 가신을 배신으로 노골적인 차별대우를 하였으므로 사가에 거주했던 지번 가신은 사가를 떠났다. 삼지번은 연명으로 미쓰시게에게 항의하였는데, 미쓰시게는 덴나 3년(1683년) 삼가격식을 제정하여 삼지번을 완전히 지배하는데 성공했고, 다시 세록제를 실시하였다.

## 족보
자녀는 총 41명
- 정실 : 도라히메 - 유선원, 우에스기 사다카쓰의 딸
- 장남 : 나베시마 쓰나시게(1652 ~ 1707) - 3대 번주
- 여자: 센(千) - 도이 도시시게 정실
- 여자 : 미즈노 다다나오 정실
- 여자: 이토 유미 측실
- 계실 : 간히메 - 에이쇼인, 마쓰다이라 미쓰미쓰의 양녀, 나카인 미치즈미(中院通純의 딸
- 둘째 아들 : 나베시마 요시시게 (1664 ~ 1730) - 4대 번주. 처음 노리시게. 가쓰시게의 11남, 구마시로 나오나가의 사위 양자가 되어 구마시로 나오토시를 자칭하지만, 쓰나시게의 양자가 되기 위해 친정으로 돌아간다.
- 측실 : 염
- 넷째 아들: 다쿠 시게후미 (1670 ~ 1711) - 다쿠 시게쿠의 양자
- 측실 : 집행종전의 딸
- 쥬시오 : 나베시마 다쓰시게
- 15남 : 나베시마 무네시게 (1687 ~ 1755) - 5대 번주. 처음 나오토. 구마시로 나오토시(나베시마 요시시게)의 뒤를 이어 구마시로 나오카타를 자칭하지만, 요시시게가 사가 번주의 뒤를 이어 친정으로 돌아감)
- 16남 : 나베시마 시게유키 - 나베시마 기요노부의 양자
- 17남 : 나베시마 노리히로
- 구마시로 나오카타 - 구마시로 나오카타(나베시마 무네시게)가 사가 번주 가문으로 돌아옴에 따라 구마시로 가문을 계승. 이후 나오야스-나오히로-나오오키로 이어진 후 나오진이 진다이 가문을 이었다.
- 여자 : 나베시마 나오쓰네 실
- 측실 : 마키씨
- 여섯째 아들 : 무라타 마사모리 - 무라타 마사쓰의 양자
- 히사오 : 나베시마 나가유키
- 측실 : 무라야마씨
- 여자 : 나베시마 시게루
- 측실 : 오카모토씨
- 여자 : 오카베 모리아키 정실

도리소씨, 사이토씨, 도다씨, 스코씨
- - 생모 불명의 자녀
- 여자 : 나베시마 다케흥 실
- 여자 : 나베시마 나오로 실
- 여자 : 나베시마 다카슈의 양녀
- 여자: 이사하야 시게테루 실
- 양자
- 여자 : 고쇼인 - 나베시마 나오키 실, 고바나 가즈나리타케의 딸

## 그 외
드라마 「미토 고몬」(당시는 「내셔널 극장」) 제5부· 제24화 「두 사람의 노공(사가)」(1974년 방송)에서는 모리시게 히사야가 연기해 미토 미츠쿠니(히가시노 에이지로)의 친구이자 악우라고 하는 설정이 되어 있다. 참고로 모리시게는 미쓰쿠니역의 후보로 거론되었다.
| 전임 나베시마 가쓰시게 | 제2대 사가번 번주 (나베시마가) 1657년 ~ 1695년 | 후임 나베시마 쓰나시게 |